# حد اللواط
حد اللواط في الشريعة الإسلامية، فاحشة اللواط هي أشد من الزنا، ويحصل بإيلاج حشفة ذكر بدبر ذكر أو إتيان بهيمة، وحده القتل محصنًا كان أو غير محصن، فقد ثبت عن النبي ﷺ أنه قال: «من وجدتموه يعمل عمل قوم لوط، فاقتلوا الفاعل والمفعول به»، وبعض أهل العلم يرى بأن يكون قتله رجمًا، وبعضهم يرى قتله حرقًا كما فعل أبو بكر الصديق  عندما كتب خالد بن الوليد إلى أبي بكر الصديق ، أنه وجد في بعض ضواحي العرب رجلا ينكح كما تنكح المرأة، وقامت عليه بذلك البينة، فاستشار أبو بكر  في ذلك أصحاب رسول الله ﷺ، فكان أشدهم في ذلك قول علي بن أبي طالب ، قال: «إنَّ هذا ذنب لم تعص به أمة من الأمم إلا أمة واحدة، صنع الله تعالى بها ما علمتم، أرى أن نحرقه بالنار». فكتب أبو بكر  إلى خالد بن الوليد  تحرقه بالنار، ثم حرقهم ابن الزبير  في زمانه بالنار، ثم حرقهم هشام بن عبد الملك، ثم حرقهم القسري بالعراق»، وروي عن بعض الصحابة أنه يلقى من شاهق، ويتبع بالحجارة، كما فعل الله بقوم لوط وهو الراجح؛ قال شيخ الإسلام ابن تيمية: «اتفق الصحابة  على قتلهما جميعًا؛ لكن تنوعوا في صفة القتل: فبعضهم قال: يرجم وبعضهم قال: يرمى من أعلى جدار في القرية ويتبع بالحجارة وبعضهم قال: يحرق بالنار؛ ولهذا كان مذهب جمهور السلف والفقهاء أنهما يرجمان بكرين كانا أو ثيبين».

## اللواط
اللواط لغةً: مصدر لاط، يقال: لاط الرجل ولاط، أي عمل عملَ قوم لوط، ولم يعمل هذه الجريمة أحد من العالمين قبل قوم لوط، كما قال تعالى: ﴿وَلُوطًا إِذْ قَالَ لِقَوْمِهِ أَتَأْتُونَ الْفَاحِشَةَ مَا سَبَقَكُمْ بِهَا مِنْ أَحَدٍ مِنَ الْعَالَمِينَ ۝٨٠ إِنَّكُمْ لَتَأْتُونَ الرِّجَالَ شَهْوَةً مِنْ دُونِ النِّسَاءِ بَلْ أَنْتُمْ قَوْمٌ مُسْرِفُونَ ۝٨١﴾ [الأعراف:80–81]، واللواط اصطلاحًا: إيلاج ذكر في دُبر ذكر أو بهيمة؛ وقد أجمع أهل العلم على تحريم اللواط، وأنه من أغلظ الفواحش، وقد ذكر الله سبحانه عقوبة اللوطية وما حلَّ بهم من البلاء في عشر سور من القرآن الكريم، وجمع على القوم بين عمى الأبصار، وخسف الديار، والقذف بالأحجار، ودخول النار.

## شروط إقامة حد اللواط
يشترط لإقامة الحد على من فعل فعل قوم لوط:
- التكليف: وهو أن يكون بالغًا عاقلًا، فلا حد على صبي ولا مجنون.
- الاختيار: فلا حد على المكره.
- انتفاء الشبهة

## ما يثبت به حد اللواط
يثبت حد اللواط بأحد الأمرين:
- الإقرار بالفعل
- الشهادة: ويثبت الحد بشهادة أربع شهود عدول.[ج]

## الملاحظات
1. ↑  وهو المتزوج أو الذي سبق له وأن تزوج
2. ↑  وهو غير المتزوج والذي لم يسبق له أن تزوج
3. ↑  ولا تقبل الشهادة إلا ممن اجتمعت فيه خمس خصال: الإسلام والبلوغ والعقل والحرية والعدالة، وللعدالة خمس شرائط أن يكون مجتنبا للكبائر، غير مصر على القليل من الصغائر، سليم السريرة، مأمونا عند الغضب، محافظا على مروءة مثله